# Hypsiboas crepitans
Hypsiboas crepitans là một loài ếch trong họ Nhái bén.
Nó được tìm thấy ở Brasil, Colombia, Guyane thuộc Pháp, Guyana, Panama, Suriname, Trinidad và Tobago, và Venezuela.
Các môi trường sống tự nhiên của chúng là các khu rừng khô nhiệt đới hoặc cận nhiệt đới, rừng ẩm đất thấp nhiệt đới hoặc cận nhiệt đới, xavan khô, xavan ẩm, sông, sông có nước theo mùa, hồ nước ngọt, hồ nước ngọt có nước theo mùa, đầm nước ngọt, đầm nước ngọt có nước theo mùa, suối nước ngọt, vùng đồng bằng nội địa, đất canh tác, vùng đồng cỏ, các đồn điền, vườn nông thôn, các vùng đô thị, các khu rừng trước đây bị suy thoái nặng nề, khu vực trữ nước, ao, ao nuôi trồng thủy sản, đất có tưới tiêu, và đất nông nghiệp có lụt theo mùa.

## Hình ảnh

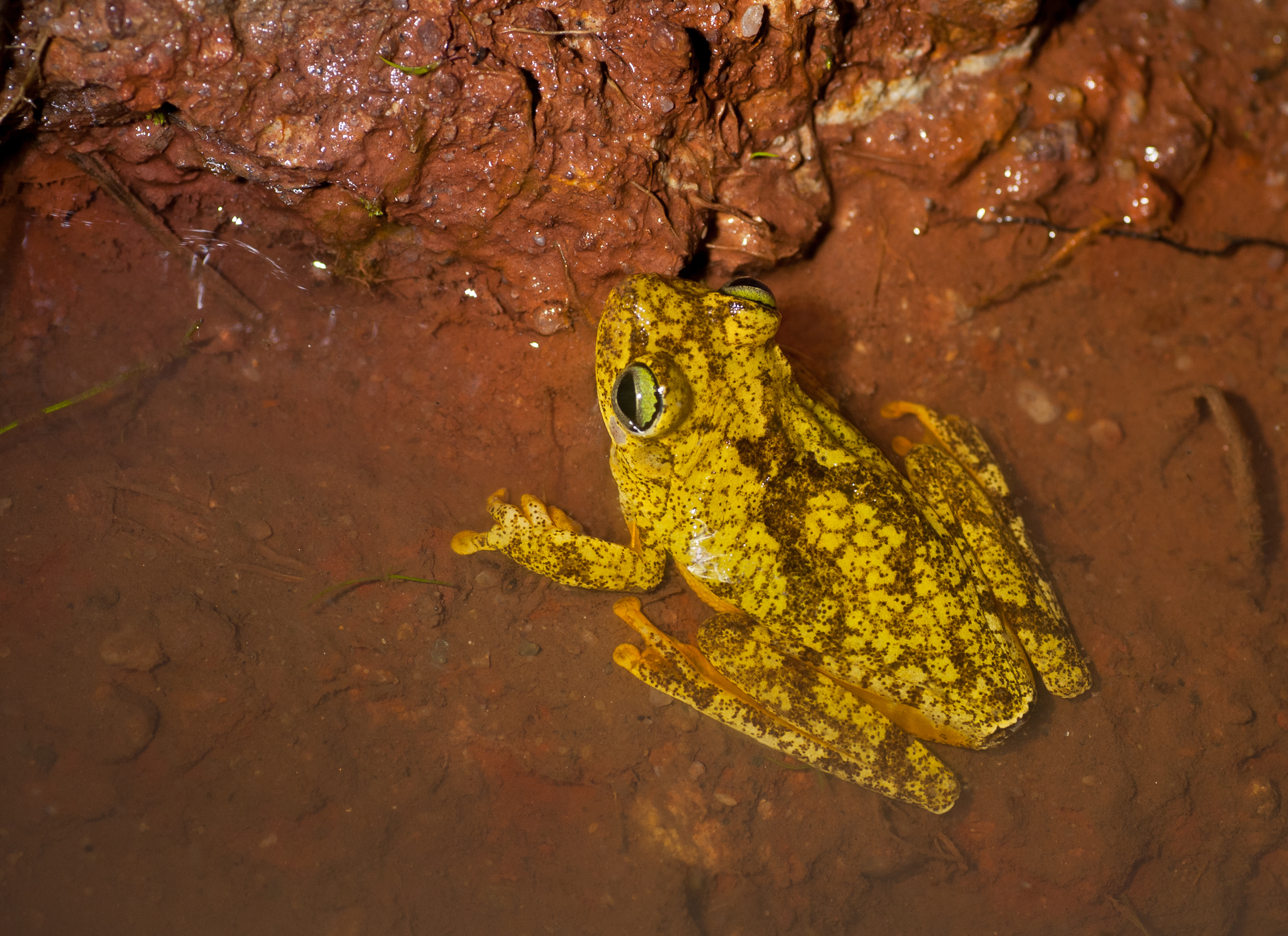
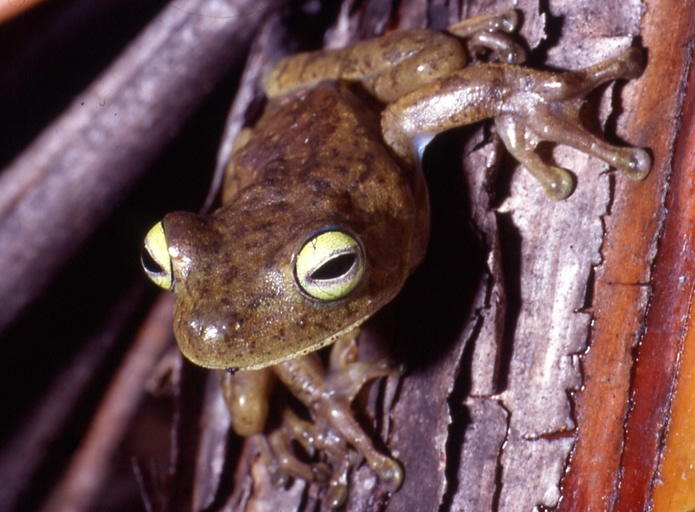
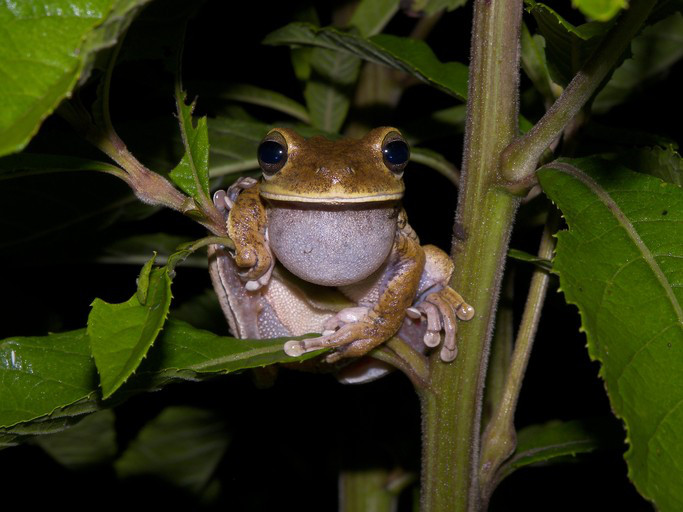
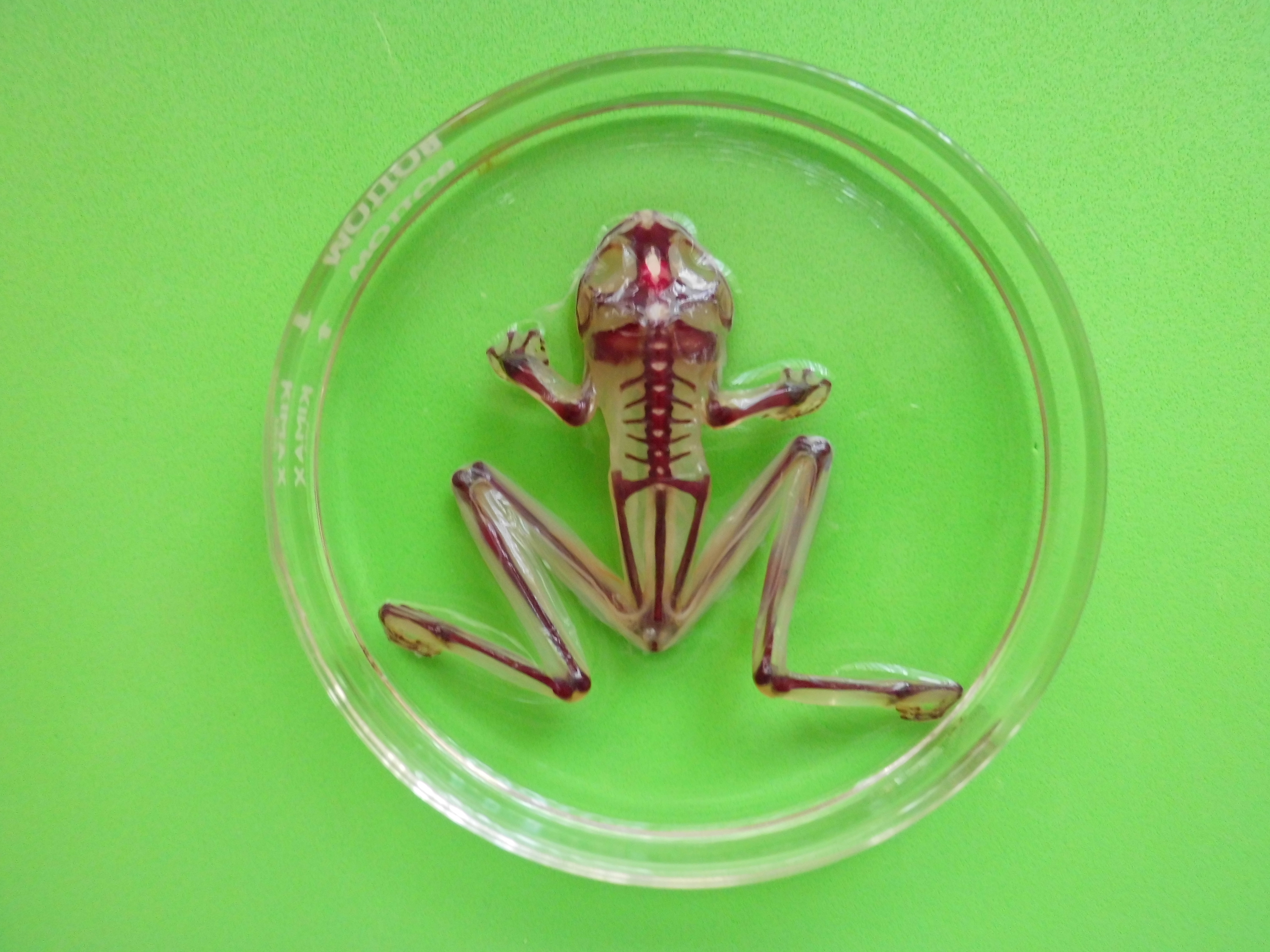